# 源康俊
源 康俊（みなもと の やすとし、生没年不明）は、室町時代後期の廷臣。醍醐源氏、丹後守・源季賢の子。官位は従三位・宮内卿。一条家諸大夫。

## 経歴
宝徳3年（1451年）従四位下に叙せられると、康正2年（1456年）従四位上、寛正3年（1462年）正四位下と昇進し、文明元年（1469年）従三位の叙位を受け公卿に列した。またこの間、世職であった丹後守のほか、修理大夫・宮内卿を歴任している。
文明2年（1470年）4月8日に出家すると、翌文明3年（1471年）に土佐国に下向し、現地で没した。

## 官歴
注記のないものは『歴名土代』による。
- 宝徳3年（1451年） 正月5日：従四位下
- 康正2年（1456年） 12月18日：従四位上
- 寛正3年（1462年） 4月13日：正四位下
- 時期不詳：修理大夫。丹後守。宮内卿[1]
- 文明元年（1469年） 7月18日：従三位
- 文明2年（1470年） 4月8日：出家[要出典]

## 系譜
『尊卑分脈』による。
- 父：源季賢
- 母：不明
- 生母不明の子女
  - 男子：源久任
  - 男子：源政氏
  - 女子：一条兼良室[要出典]
- 養子女
  - 猶子：富小路俊通 - 浄土寺門跡侍法師石見法橋某の子

一族には、土佐一条氏に仕えた久任（子）や康任（孫、久任の甥）、康政（康任の子か）がいる。